# Corneliu Diaconovici
Corneliu Diaconovich (1859-1923) fue un publicista, periodista y enciclopedista rumano.

## Biografía
Nacido en la localidad de Bocşa Montană, perteneciente a la región del Banato, el 18 de febrero de 1859, completó sus estudios de Derecho en la Universidad de Budapest.
Su actividad como publicista comenzó en 1875, cuando defendió la causa rumana en la prensa periódica. En 1884 era redactor jefe del periódico Viitorul de Budapest, que abandonó en 1885. Fundó la revista Romänische Revue (1885-1894), impresa durante una década en Viena. Por entonces fue también nombrado secretario del banco Albina de Sibiu, cargo que ocupó hasta 1894 cuando lo dejó para fundar el periódico Dreptatea de Timișoara. En 1895 fue elegido primer secretario de la Asociación Transilvania, así como director de la revista Transilvania. Presentado como un «enciclopedista y embajador de la cultura rumana», falleció el 17 de agosto de 1923.
Entre sus obras se encontraron títulos como Gheorghe Barițiu (estudio biográfico, 1892), Despre apărarea îndreptăţită (1894) y Zür romänische-magyarischen Streit frage (1892), además de la coordinación de la Enciclopedia Română.